# Fiebre del oro de Georgia
La fiebre del Oro de Georgia fue la segunda fiebre del oro significativa en los Estados Unidos y la primera en Georgia, sobrepasando la fiebre anterior de Carolina del Norte. Comenzó en 1829 en el actual condado de Lumpkin, el condado cercano a Dahlonega, y pronto se extendió a través de las montañas de Georgia del norte, siguiendo el paso del Cinturón de Oro de Georgia. A principios de la década de 1840, el oro no se encontraba fácilmente. Varios mineros de Georgia se mudaron al oeste de la nación cuándo se encontró oro en la Sierra Nevada en 1848, comenzando la Fiebre de Oro de California. Desde el siglo XVI, los indios americanos en Georgia le dijeron a los exploradores europeos que las cantidades pequeñas de oro qué poseían provinieron de las montañas del interior. Algunas narrativas mal documentadas existen sobre los españoles y franceses mineros en Georgia del norte entre 1560 y 1690, pero se basan en suposiciones y en rumores hechos por indios. Resumiendo las fuentes conocidas, Yeates observó: "Muchas de estas narrativas y tradiciones parecen ser bastante verosímiles. No obstante, es difícilmente probable que los españoles hubieran abandonado minas qué después fueron bastante lucrativas, como las de Georgia del norte."

### Fiebre del oro de Carolina del Norte
Hernando de Soto dirigió una expedición en 1540, y "encontró a un joven nativo quién mostró a los españoles cómo el oro era minado, fundido, y refinado por su pueblo."  Ozley Bird Saunook, un antiguo jefe Cherokee, afirmó que "su pueblo sabía del oro en el área desde el siglo decimosexto cuándo de Soto pasó por la región.": 8, 12 
En 1799, oro fue descubierto en el condado de Cabarrus, Carolina del Norte, cuándo Conrad Reed encontró una "piedra brillante" de 17 libras en el arroyo Little Meadow, en la granja de su padre. Conrad hizo que la piedra fuera identificada en Fayetteville, Carolina del Norte, tres años después. Para 1804, esta Fiebre del Oro de Carolina del Norte resultaría en el placer minero, el descubrimiento de una vena de cuarzo rica en oro por Mathias Barringer a lo largo del arroyo de Long en el condado de Stanly, Carolina del Norte.  El cinturón de oro se extendió hacia el norte hasta Virginia, y desde el sur a Carolina del Sur, Georgia, y Alabama.: 11–12 

### Descubrimiento de 1828 en Georgia
Nadie sabe qué versión del hallazgo original es exacta: 
- Algunas anécdotas tienen a Frank Logan o a su esclavo haciendo el hallazgo en White County, Georgia, en el arroyo de Dukes.
- Otra versión del hallazgo en el condado de White nombra a John Witherood (o Witherow/Withrow) encontrando una de tres onzas a lo largo del arroyo de Dukes.
- Aún otra versión era que un prospector de Carolina del Norte llamado Jesse Hogan encontró oro cerca de Dahlonega, Georgia, en el arroyo de Ward.
- Thomas Bowen presuntamente encontró oro en las raíces de un árbol tumbado por una tormenta a lo largo del arroyo de Dukes.
- Benjamin Parks encontró oro en su cumpleaños en 1828 mientras caminaba a lo largo de un sendero de ciervos, y posteriormente él y su socio empresarial, Joel Stephens, arrendaron el sitio del Reverendo O'Barr.

Sin embargo, estas historias no tienen documentos contemporáneos que apoyen su validez.: 21–22 

## Fiebre del oro

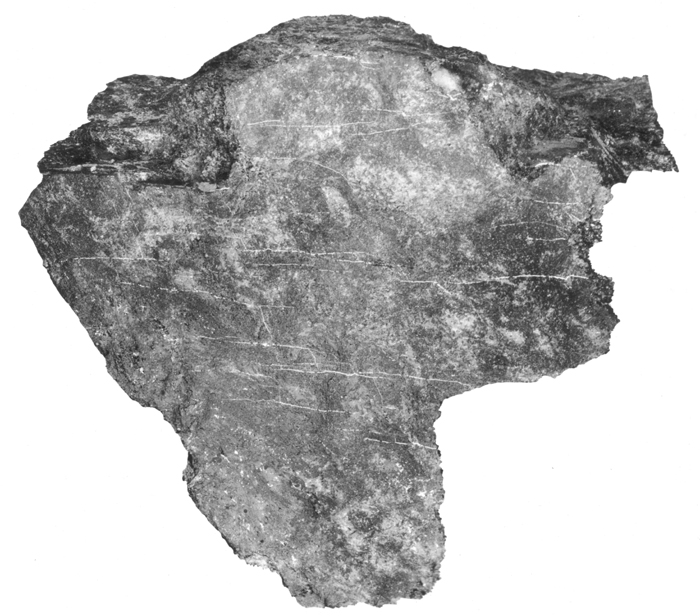
La venitas de oro (se miran blancas) en una muestra de gneis de la Mina de Battle Branch en el condado de Lumpkin

Sin importar quién hizo el descubrimiento de oro en 1828, la fiebre del oro comenzó en 1829 en el condado de Lumpkin y comenzó a extenderse rápidamente. Una de las primeras narrativas públicas fue hecha el 1 de agosto de 1829, cuándo el Georgia Journal (un diario de Milledgeville ), corrió el aviso siguiente:
ORO.—Un señor de grán respetabilidad en el condado de Habersham , nos escribe así bajo la fecha del 22 de julio: "Dos minas de oro acaban de ser descubiertas en este condado, y las preparaciones se están haciendo para traer estos tesoros escondidos de la tierra para utilizarse." Así que parece que lo qué nosotros hemos anticipado por mucho tiempo ha venido a suceder al fin, concretamente, que la región del oro de Carolina del norte y del Sur, se encontraría extendida a Georgia.
Oro fue descubierto en el condado de Carroll, Georgia, en 1830.: 28  A pesar de que gran parte de las tierras en dónde el oro fue hallado estaba bajo el control de los Cherokee, las operaciones mineras rápidamente salieron en los condados de Lumpkin, White, Unión, y Cherokee en la "Gran Intrusión". En las etapas tempranas de la fiebre del oro, la mayoría de la minería era el placer minero. Para 1830, el registro Nile estimó que  había 4,000 mineros trabajando solamente en el arroyo Yahoola, y más de 300 onzas (8.5 kg) del oro eran producidos por día en una área del norte de Blairsville a la esquina sureste del condado de Cherokee.: 25   La Menta de Filadelfia recibió $212,000 en oro de Georgia en 1830.: 28 
La culminación de tensiones entre los Cherokee y varios estados, incluyendo Georgia, llevaron a la migración forzada de americanos nativos, más tarde conocido como elSendero de Lágrimas. El presidente Andrew Jackson autorizó el Acto de Extracción de los indios en 1830, el cual dejaría una toma de las áreas mineras de oro entre otros lugares. La nación Cherokee se dirigió al sistema tribunal federal para evitar ser forzados a salirse de sus tierras ancestrales. El Tribunal Supremo primero falló a favor del Estado de Georgia en el caso de 1831 de la Nación Cherokee v. Georgia, pero el año siguiente, en Worcester v. Georgia ser revirtió esta decisión para reconocer a los Cherokee como nación soberana. Jackson procedió con la extracción de los Cherokee restantes de los campos de oro de Georgia Del norte.
La Menta de Filadelfia recibió más de medio millón de dólares en oro de Georgia en 1832.: 28   El estado de Georgia ejerció la Lotería de Oro de 1832 y otorgó tierra, la cual había sido poseída por los Cherokee, a los ganadores tramos de 40 acres (16 ha). La Casa de Moneda de Filadelfia recibió $1,098,900 en oro de Georgia entre 1830 y 1837.: 80 
En 1838, la Casa de Moneda de Dahlonega fue establecida por el Congreso, como rama de la Casa de Moneda de los Estados Unidos. Esto fue un testimonio a la cantidad del oro que fue producida en Georgia. El establecimiento de la Casa de Moneda de Dahlonega  parecía validar las acciones del estado en la parte temprana del siglo para apoderarse de las tierras Cherokee.
No obstante, para la década de 1840 la minería de oro vio una disminución aguda, cuando el oro empezó "a desaparecer".: 79 

## Consecuencias
Cuándo las noticias de la Fiebre del Oro de California llegaron a Georgia, muchos mineros se mudaron al oeste en búsqueda de más oro; el assayer de la Ceca de Dahlonega, M. F. Stephenson, intentó convencerlos de que se quedaran. Declaró desde los escalones del juzgado de Dahlonega a una multitud de mineros: "¿Por qué ir a California? En esa cresta yace más oro del que el hombre jamás haya soñado. Hay millones en él": 118 
Aun así, a pesar de la partida de muchos mineros, las minas en el Cinturón de Oro de Georgia continuaron produciendo oro por años. La minería hidráulica y la minería mediante voladura renovaron el interés en la década de 1850.: 120   Había algunos 500 minas en 37 condados diferentes.  La Guerra Civil causó que la mayoría de las operaciones se detuvieran, pero unas cuantas operaciones continuaron después de la guerra, y varias minas eran relabradas en los 30s, durante la Gran Depresión.: 120–121 
Se estima que Georgia produjo aproximadamente 870,000 onzas troy (24,000 kg) de oro entre 1828 hasta mediados del siglo XX, cuándo la producción de oro comercial cesó.
Antes de ser expulsados, los Cherokee obtuvieron bastante experiencia minera para participar en fiebres de oro posteriores en California en 1849 y Colorado en 1859. Los mineros de oro Cherokee le dieron el nombre a la ciudad de Cherokee, California, así como a un número de otras características geográficas en el oro de aquella región minera del estado.
En 1864, cuatro prospectores conocidos como "los georgianos" encontraron uno de los primeros placeres de oro en Montana. El sitio se convirtió en la capital estatal de Helena.